# NGC 4296
NGC 4296 (również PGC 39943 lub UGC 7409) – galaktyka soczewkowata (SB0), znajdująca się w gwiazdozbiorze Panny. Odkrył ją William Herschel 13 kwietnia 1784 roku.